# Jean-François Reubell
Jean-François Reubell - ou Rewbell - (Colmar, 6 de outubro de 1747 - 24 de novembro de 1807) foi um advogado, diplomata e político francês notório durante a Revolução Francesa.

## Revolução
Em 1789, foi eleito deputado dos Estados Gerais pelo Terceiro Estado. Na Assembleia Nacional Constituinte, ao lado dos jacobinos, foi partidário das principais reformas revolucionárias, como a Constituição Civil do Clero. Por outro lado, se opôs ao reconhecimento dos direitos de cidadania aos judeus. Em julho de 1791, após a tentativa de fuga do rei Luís XVI, Reubell deixou o Clube Jacobino e juntou-se ao Clube dos Feuillants, partidários da monarquia constitucional, estando em missão diplomática durante a condenação do rei à morte.
Foi eleito deputado da Convenção Nacional, em 1792, atuando em missões diplomáticas e no esforço de guerra durante o período do Terror. Na Convenção, defendeu a efetiva abolição da escravidão negra nas colônias e territórios franceses. Participou ativamente da Reação Termidoriana que levou à queda de Robespierre em 1794 e, em 1795, foi eleito deputado para o Conselho dos Quinhentos.

## Diretório

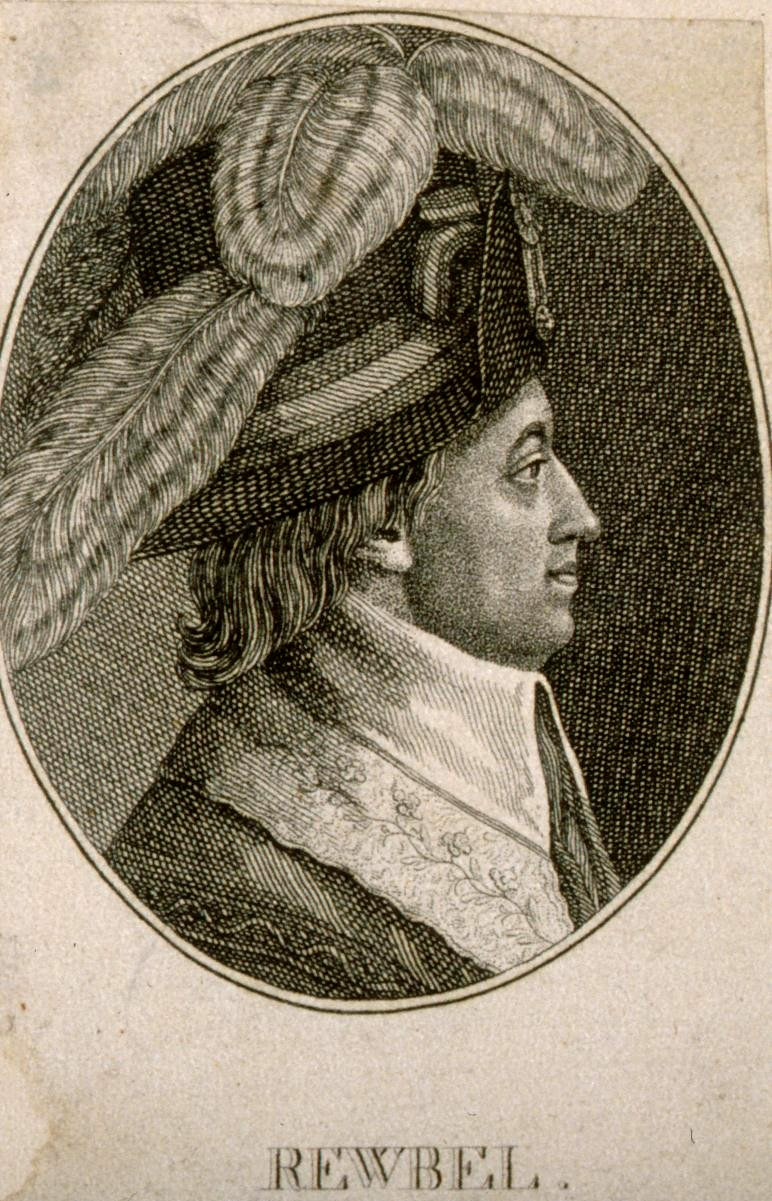
Reubell, membro do Diretório (1796).

Nomeado membro do Diretório em novembro de 1795, tornou-se seu presidente até 1797. No cargo, Reubell participou do Golpe de 18 de Frutidor contra os deputados monarquistas, assim como da repressão à Conspiração dos Iguais. Nesse período, foi responsável pelas finanças, justiça e, principalmente, política externa. Internamente, foi um dos maiores repressores do jacobinismo, ao mesmo tempo em que combateu a influência da Igreja Católica na França.
Foi compulsoriamente aposentado em 1799, após ser responsabilizado pelas derrotas militares francesas daquele ano. Após o golpe de Napoleão Bonaparte em 18 de Brumário, retirou-se da vida pública, vindo a falecer em 1807.